# LaMoure
LaMoure is een plaats (city) in de Amerikaanse staat North Dakota, en valt bestuurlijk gezien onder LaMoure County.

## Demografie
Bij de volkstelling in 2000 werd het aantal inwoners vastgesteld op 944.
In 2006 is het aantal inwoners door het United States Census Bureau geschat op 860, een daling van 84 (-8,9%).

## Geografie
Volgens het United States Census Bureau beslaat de plaats een oppervlakte van
3,3 km², geheel bestaande uit land. LaMoure ligt op ongeveer 400 m boven zeeniveau.

## Plaatsen in de nabije omgeving
De onderstaande figuur toont nabijgelegen plaatsen in een straal van 28 km rond LaMoure.